# Pashilqua Indian Reserve 2
Pashilqua Indian Reserve 2 är ett reservat i Kanada.   Det ligger i provinsen British Columbia, i den södra delen av landet, 3 400 km väster om huvudstaden Ottawa.
I omgivningarna runt Pashilqua Indian Reserve 2 växer i huvudsak barrskog. Trakten runt Pashilqua Indian Reserve 2 är nära nog obefolkad, med mindre än två invånare per kvadratkilometer.